# Tunggulsari (Brangsong)
Tunggulsari is een bestuurslaag in het regentschap Kendal van de provincie Midden-Java, Indonesië. Tunggulsari telt 4252 inwoners (volkstelling 2010).